# آیگوان
آیگوان (به ارمنی: Այգեվան) یک روستا در ارمنستان است که در استان آرماویر واقع شده‌است.  در ۵ کیلومتری جنوب غرب آرماویر، مرکز استان آرماویر واقع شده است.

## خصوصیات
آیگوان ۱٬۶۳۰ نفر جمعیت دارد و در ارتفاع ۸۷۵ متر بالاتر از سطح دریا قرار گرفته است.
| سال   | ۱۹۵۹  | ۱۹۶۶  | ۱۹۷۰  | ۱۹۸۱  | ۲۰۰۱  | ۲۰۰۴  |
| جمعیت | ۱٬۲۹۴ | ۱٬۵۸۵ | ۱٬۷۰۰ | ۱٬۵۷۹ | ۱٬۵۷۳ | ۱٬۶۰۰ |